# Przejście graniczne Lubawka-Kralovec (kolejowe)
Przejście graniczne Lubawka-Královec – polsko-czeskie kolejowe przejście graniczne położone w województwie dolnośląskim, w powiecie kamiennogórskim, gminie Lubawka, w miejscowości Lubawka, zlikwidowane w 2007.

## Opis
Przejście graniczne Lubawka-Královec z miejscem odprawy granicznej ruchu towarowego po stronie polskiej w miejscowości Lubawka, czynne było całą dobę. Dopuszczony był ruch towarowy.  Kontrolę graniczną osób, towarów oraz środków transportu kolejno wykonywała: Graniczna Placówka Kontrolna Straży Granicznej w Lubawce, Placówka Straży Granicznej w Lubawce.
21 grudnia 2007 na mocy układu z Schengen przejście graniczne zostało zlikwidowane.

### Przejście graniczne z Czechosłowacją
W okresie istnienia Czechosłowackiej Republiki Socjalistycznej funkcjonowało w tym miejscu polsko-czechosłowackie kolejowe przejście graniczne Lubawka. Czynne było codziennie przez całą dobę. Dopuszczony był ruch towarowy. Kontrolę graniczną osób, towarów oraz środków transportu kolejno wykonywała: Strażnica WOP Lubawka, Graniczna Placówka Kontrolna Lubawka.
Przez byłe przejście od 2008 w okresie letnim maj-sierpień Przewozy Regionalne uruchomiły dwa weekendowe połączenia kolejowe z Jeleniej Góry do Trutnova oraz jedno połączenie do Svobody nad Upou.
Wg stanu na grudzień 2018 połączenia (7 par kursów dziennie) obsługuje GW Train Regio na zlecenie spółki Koleje Dolnośląskie. W pociągach obowiązuje taryfa KD.